# Victoria Mayer
Maria Victoria Mayer, född 19 juni 2001 i Santa Fe, Argentina är en volleybollspelare (passare). Mayer spelar med Argentinas landslag samt klubblaget Radomka SA i Polen. 
Mayer har spelat volleyboll på klubbnivå i Argentina, Brasilien, Italien, Frankrike och Polen. Hon har spelat med landslaget både på junior- och seniornivå. Med dem har hon deltagit vid åtskilliga internationella turneringar som OS 2020 och VM 2022 samt vunnit Panamerikanska cupen 2023.